# Torquigener altipinnis
Torquigener altipinnis е вид лъчеперка от семейство Tetraodontidae. Видът не е застрашен от изчезване.

## Разпространение
Разпространен е в Австралия (Куинсланд, Лорд Хау и Нов Южен Уелс), Нова Зеландия (Кермадек) и Остров Норфолк.